# Seven de la República 1987
El Seven de la República de 1987 fue la sexta edición del torneo de rugby 7 de fin de temporada para uniones regionales afiliadas a la Unión Argentina de Rugby. Se llevó a cabo el 13 y 14 de febrero de 1987 en las instalaciones de la Asociación Deportiva Atlético Villa Gesell.
Tras la buena organización llevada a cabo en la edición anterior, los dirigentes de la Unión Argentina de Rugby decidieron repetir la sede en 1987 y dejar la organización del torneo de manos de la Unión de Rugby de Mar del Plata. Al no estar disponible el estadio mundialista José María Minella, se decidió por Villa Gesell como la sede del torneo, aún bajo la coordinación de la unión marplatense.
El seleccionado de Provincia se quedó con su primer título luego de vencer en la final a la Unión de Rugby de Cuyo 22-16. Este fue el torneo que reunió a la mayor cantidad de equipos hasta aquel entonces, con veinte participantes, cuatro más que el récord anterior.

## Equipos participantes
Participaron del torneo veinte equipos: quince uniones provinciales, tres seleccionados nacionales de Sudamérica y dos equipos representativos de la Unión Argentina de Rugby.
| Equipo              | Unión                                                |
| ------------------- | ---------------------------------------------------- |
| Alto Valle          | Unión de Rugby del Alto Valle de Río Negro y Neuquén |
| Austral             | Unión de Rugby Austral                               |
| Capital             | Unión Argentina de Rugby                             |
| Chile               | Federación de Rugby de Chile                         |
| Córdoba             | Unión Cordobesa de Rugby                             |
| Cuyo                | Unión de Rugby de Cuyo                               |
| Entre Ríos          | Unión Entrerriana de Rugby                           |
| Mar del Plata       | Unión de Rugby de Mar del Plata                      |
| Misiones            | Unión de Rugby de Misiones                           |
| Nordeste            | Unión de Rugby del Nordeste                          |
| Paraguay            | Unión de Rugby del Paraguay                          |
| Provincia           | Unión Argentina de Rugby                             |
| Rosario             | Unión de Rugby de Rosario                            |
| Salta               | Unión de Rugby de Salta                              |
| San Juan            | Unión Sanjuanina de Rugby                            |
| Santa Fe            | Unión Santafesina de Rugby                           |
| Santiago del Estero | Unión Santiagueña de Rugby                           |
| Sur                 | Unión de Rugby del Sur                               |
| Tucumán             | Unión de Rugby de Tucumán                            |
| Uruguay             | Unión de Rugby del Uruguay                           |

En cursiva los seleccionados internacionales invitados.

## Formato
Los veinte equipos fueron divididos en cinco grupos de cuatro equipos cada uno. Cada grupo se resuelve con el sistema de todos contra todos a una sola ronda; la victoria otorga 2 puntos, el empate 1 y la derrota 0 puntos. Su posición final determina que zona disputaran en la Fase Final. 
Los dos primeros de cada grupo clasifican a la Zona Campeonato mientras que los terceros y cuartos clasifican a la Zona Estímulo. Una ronda preliminar se disputa para determinar los equipos que jugarán en los cuartos de final de su respectiva zona.

## Fase de grupos

### Zona A
| Pos. | Equipos  | Partidos | Partidos | Partidos | Tantos | Tantos | Tantos | Pts. |
| Pos. | Equipos  | G        | E        | P        | PF     | PC     | DP     | Pts. |
| ---- | -------- | -------- | -------- | -------- | ------ | ------ | ------ | ---- |
| 1.°  | Capital  | 3        | 0        | 0        | 80     | 5      | +75    | 6    |
| 2.°  | Santa Fe | 2        | 0        | 1        | 31     | 24     | +7     | 4    |
| 3.°  | Sur      | 1        | 0        | 2        | 19     | 50     | -31    | 2    |
| 4.°  | Paraguay | 0        | 0        | 3        | 12     | 63     | -51    | 0    |

| 13 de febrero | Capital | 14 - 2 | Santa Fe | Atlético Villa Gesell, Villa Gesell |  |

| 13 de febrero | Capital | 30 - 3 | Sur | Atlético Villa Gesell, Villa Gesell |  |

| 13 de febrero | Capital | 36 - 0 | Paraguay | Atlético Villa Gesell, Villa Gesell |  |

| 13 de febrero | Santa Fe | 14 - 4 | Sur | Atlético Villa Gesell, Villa Gesell |  |

| 13 de febrero | Santa Fe | 15 - 6 | Paraguay | Atlético Villa Gesell, Villa Gesell |  |

| 13 de febrero | Sur | 12 - 6 | Paraguay | Atlético Villa Gesell, Villa Gesell |  |

### Zona B
| Pos. | Equipos    | Partidos | Partidos | Partidos | Tantos | Tantos | Tantos | Pts. |
| Pos. | Equipos    | G        | E        | P        | PF     | PC     | DP     | Pts. |
| ---- | ---------- | -------- | -------- | -------- | ------ | ------ | ------ | ---- |
| 1.°  | Cuyo       | 2        | 1        | 0        | 44     | 26     | +18    | 5    |
| 2.°  | Nordeste   | 1        | 1        | 1        | 46     | 28     | +18    | 3    |
| 3.°  | Tucumán    | 1        | 0        | 2        | 40     | 40     | +0     | 2    |
| 4.°  | Alto Valle | 0        | 2        | 1        | 22     | 58     | -36    | 2    |

| 13 de febrero | Cuyo | 16 - 12 | Nordeste | Atlético Villa Gesell, Villa Gesell |  |

| 13 de febrero | Cuyo | 18 - 4 | Tucumán | Atlético Villa Gesell, Villa Gesell |  |

| 13 de febrero | Cuyo | 10 - 10 | Alto Valle | Atlético Villa Gesell, Villa Gesell |  |

| 13 de febrero | Nordeste | 22 - 0 | Tucumán | Atlético Villa Gesell, Villa Gesell |  |

| 13 de febrero | Nordeste | 12 - 12 | Alto Valle | Atlético Villa Gesell, Villa Gesell |  |

| 13 de febrero | Tucumán | 36 - 0 | Alto Valle | Atlético Villa Gesell, Villa Gesell |  |

### Zona C
| Pos. | Equipos         | Partidos | Partidos | Partidos | Tantos | Tantos | Tantos | Pts. |
| Pos. | Equipos         | G        | E        | P        | PF     | PC     | DP     | Pts. |
| ---- | --------------- | -------- | -------- | -------- | ------ | ------ | ------ | ---- |
| 1.°  | Provincia       | 3        | 0        | 0        | 56     | 20     | +36    | 6    |
| 2.°  | Rosario         | 2        | 0        | 1        | 68     | 26     | +42    | 4    |
| 3.°  | Sgo. del Estero | 1        | 0        | 2        | 30     | 58     | -28    | 2    |
| 4.°  | Misiones        | 0        | 0        | 3        | 4      | 54     | -50    | 0    |

| 13 de febrero | Provincia | 22 - 12 | Rosario | Atlético Villa Gesell, Villa Gesell |  |

| 13 de febrero | Provincia | 22 - 8 | Sgo. del Estero | Atlético Villa Gesell, Villa Gesell |  |

| 13 de febrero | Provincia | 12 - 0 | Misiones | Atlético Villa Gesell, Villa Gesell |  |

| 13 de febrero | Rosario | 36 - 0 | Sgo. del Estero | Atlético Villa Gesell, Villa Gesell |  |

| 13 de febrero | Rosario | 20 - 4 | Misiones | Atlético Villa Gesell, Villa Gesell |  |

| 13 de febrero | Sgo. del Estero | 22 - 0 | Misiones | Atlético Villa Gesell, Villa Gesell |  |

### Zona D
| Pos. | Equipos | Partidos | Partidos | Partidos | Tantos | Tantos | Tantos | Pts. |
| Pos. | Equipos | G        | E        | P        | PF     | PC     | DP     | Pts. |
| ---- | ------- | -------- | -------- | -------- | ------ | ------ | ------ | ---- |
| 1.°  | Córdoba | 3        | 0        | 0        | 76     | 8      | +68    | 6    |
| 2.°  | Uruguay | 2        | 0        | 1        | 42     | 14     | +28    | 4    |
| 3.°  | Salta   | 1        | 0        | 2        | 20     | 52     | -32    | 2    |
| 4.°  | Austral | 0        | 0        | 3        | 4      | 68     | -64    | 0    |

| 13 de febrero | Córdoba | 14 - 4 | Uruguay | Atlético Villa Gesell, Villa Gesell |  |

| 13 de febrero | Córdoba | 26 - 4 | Salta | Atlético Villa Gesell, Villa Gesell |  |

| 13 de febrero | Córdoba | 36 - 0 | Austral | Atlético Villa Gesell, Villa Gesell |  |

| 13 de febrero | Uruguay | 22 - 0 | Salta | Atlético Villa Gesell, Villa Gesell |  |

| 13 de febrero | Uruguay | 16 - 0 | Austral | Atlético Villa Gesell, Villa Gesell |  |

| 13 de febrero | Salta | 16 - 4 | Austral | Atlético Villa Gesell, Villa Gesell |  |

### Zona E
| Pos. | Equipos       | Partidos | Partidos | Partidos | Tantos | Tantos | Tantos | Pts. |
| Pos. | Equipos       | G        | E        | P        | PF     | PC     | DP     | Pts. |
| ---- | ------------- | -------- | -------- | -------- | ------ | ------ | ------ | ---- |
| 1.°  | San Juan      | 3        | 0        | 0        | 44     | 22     | +22    | 6    |
| 2.°  | Mar del Plata | 2        | 0        | 1        | 44     | 26     | +18    | 4    |
| 3.°  | Entre Ríos    | 1        | 0        | 2        | 36     | 40     | -4     | 2    |
| 4.°  | Chile         | 0        | 0        | 3        | 22     | 58     | -36    | 0    |

| 13 de febrero | San Juan | 14 - 6 | Mar del Plata | Atlético Villa Gesell, Villa Gesell |  |

| 13 de febrero | San Juan | 10 - 6 | Entre Ríos | Atlético Villa Gesell, Villa Gesell |  |

| 13 de febrero | San Juan | 20 - 10 | Chile | Atlético Villa Gesell, Villa Gesell |  |

| 13 de febrero | Mar del Plata | 18 - 12 | Entre Ríos | Atlético Villa Gesell, Villa Gesell |  |

| 13 de febrero | Mar del Plata | 20 - 0 | Chile | Atlético Villa Gesell, Villa Gesell |  |

| 13 de febrero | Entre Ríos | 18 - 12 | Chile | Atlético Villa Gesell, Villa Gesell |  |

## Fase final

### Zona Campeonato
Ronda Preliminar
| 14 de febrero | Uruguay (2°B) | 12 - 6 | Rosario (2°C) | Atlético Villa Gesell, Villa Gesell |  |

| 14 de febrero | Córdoba (1°D) | 16 - 12 | Santa Fe (2°A) | Atlético Villa Gesell, Villa Gesell |  |

|  | Cuartos de final | Cuartos de final | Cuartos de final |           |           | Semifinales | Semifinales | Semifinales |  |      | Final | Final | Final |  |
|  |                  |                  |                  |           |           |             |             |             |  |      |       |       |       |  |
|  |                  |                  |                  |           |           |             |             |             |  |      |       |       |       |  |
|  | 1.° A            | Capital          | 12               |           |           |             |             |             |  |      |       |       |       |  |
|  | 1.° A            | Capital          | 12               |           |           |             |             |             |  |      |       |       |       |  |
|  | Prel.            | Uruguay          | 9                |           |           |             |             |             |  |      |       |       |       |  |
|  | Prel.            | Uruguay          | 9                |           | Capital   | Capital     | 8           |             |  |      |       |       |       |  |
|  |                  |                  |                  |           | Capital   | Capital     | 8           |             |  |      |       |       |       |  |
|  |                  |                  | Cuyo             | Cuyo      | 15        |             |             |             |  |      |       |       |       |  |
|  | 1.° B            | Cuyo             | Cuyo             | Cuyo      | 15        | 10          |             |             |  |      |       |       |       |  |
|  | 1.° B            | Cuyo             |                  |           |           |             |             |             |  |      |       |       |       |  |
|  | 2.° E            | Mar del Plata    | 3                |           |           |             |             |             |  |      |       |       |       |  |
|  | 2.° E            | Mar del Plata    | 3                |           |           |             |             |             |  | Cuyo | Cuyo  | 16    |       |  |
|  |                  |                  |                  |           |           |             |             |             |  | Cuyo | Cuyo  | 16    |       |  |
|  |                  |                  | Provincia        | Provincia | 22        |             |             |             |  |      |       |       |       |  |
|  | 1.° C            | Provincia        | Provincia        | Provincia | 22        | 19          |             |             |  |      |       |       |       |  |
|  | 1.° C            | Provincia        |                  |           |           |             |             |             |  |      |       |       |       |  |
|  | 2.° B            | Nordeste         | 0                |           |           |             |             |             |  |      |       |       |       |  |
|  | 2.° B            | Nordeste         | 0                |           | Provincia | Provincia   | 13          |             |  |      |       |       |       |  |
|  |                  |                  |                  |           | Provincia | Provincia   | 13          |             |  |      |       |       |       |  |
|  |                  |                  | Córdoba          | Córdoba   | 12        |             |             |             |  |      |       |       |       |  |
|  | Prel.            | Córdoba          | Córdoba          | Córdoba   | 12        | 16          |             |             |  |      |       |       |       |  |
|  | Prel.            | Córdoba          |                  |           |           |             |             |             |  |      |       |       |       |  |
|  | 1.° E            | San Juan         | 12               |           |           |             |             |             |  |      |       |       |       |  |
|  | 1.° E            | San Juan         | 12               |           |           |             |             |             |  |      |       |       |       |  |
|  |                  |                  |                  |           |           |             |             |             |  |      |       |       |       |  |

| Bandera de la Provincia de Buenos Aires |
| Provincia Campeón                       |
| Primer título                           |

### Zona Estímulo
Ronda Preliminar
| 14 de febrero | Chile (4.°E) | 14 - 4 | Misiones (4.°C) | Atlético Villa Gesell, Villa Gesell |  |

| 14 de febrero | Paraguay (4.°A) | 30 - 0 | Austral (4.°D) | Atlético Villa Gesell, Villa Gesell |  |

|  | Cuartos de final | Cuartos de final | Cuartos de final |                 |                 | Semifinales     | Semifinales | Semifinales |  |         | Final   | Final | Final |  |
|  |                  |                  |                  |                 |                 |                 |             |             |  |         |         |       |       |  |
|  |                  |                  |                  |                 |                 |                 |             |             |  |         |         |       |       |  |
|  | 3.° A            | Sur              | 0                |                 |                 |                 |             |             |  |         |         |       |       |  |
|  | 3.° A            | Sur              | 0                |                 |                 |                 |             |             |  |         |         |       |       |  |
|  | Prel.            | Chile            | 15               |                 |                 |                 |             |             |  |         |         |       |       |  |
|  | Prel.            | Chile            | 15               |                 | Chile           | Chile           | 0           |             |  |         |         |       |       |  |
|  |                  |                  |                  |                 | Chile           | Chile           | 0           |             |  |         |         |       |       |  |
|  |                  |                  | Tucumán          | Tucumán         | 26              |                 |             |             |  |         |         |       |       |  |
|  | 3.° B            | Tucumán          | Tucumán          | Tucumán         | 26              | 22              |             |             |  |         |         |       |       |  |
|  | 3.° B            | Tucumán          |                  |                 |                 |                 |             |             |  |         |         |       |       |  |
|  | Prel.            | Paraguay         | 6                |                 |                 |                 |             |             |  |         |         |       |       |  |
|  | Prel.            | Paraguay         | 6                |                 |                 |                 |             |             |  | Tucumán | Tucumán | 16    |       |  |
|  |                  |                  |                  |                 |                 |                 |             |             |  | Tucumán | Tucumán | 16    |       |  |
|  |                  |                  | Sgo. del Estero  | Sgo. del Estero | 14              |                 |             |             |  |         |         |       |       |  |
|  | 3.° C            | Sgo. del Estero  | Sgo. del Estero  | Sgo. del Estero | 14              | 22              |             |             |  |         |         |       |       |  |
|  | 3.° C            | Sgo. del Estero  |                  |                 |                 |                 |             |             |  |         |         |       |       |  |
|  | 4.° B            | Alto Valle       | 0                |                 |                 |                 |             |             |  |         |         |       |       |  |
|  | 4.° B            | Alto Valle       | 0                |                 | Sgo. del Estero | Sgo. del Estero | 14          |             |  |         |         |       |       |  |
|  |                  |                  |                  |                 | Sgo. del Estero | Sgo. del Estero | 14          |             |  |         |         |       |       |  |
|  |                  |                  | Salta            | Salta           | 6               |                 |             |             |  |         |         |       |       |  |
|  | 3.° D            | Salta            | Salta            | Salta           | 6               | 19              |             |             |  |         |         |       |       |  |
|  | 3.° D            | Salta            |                  |                 |                 |                 |             |             |  |         |         |       |       |  |
|  | 3.° E            | Entre Ríos       | 4                |                 |                 |                 |             |             |  |         |         |       |       |  |
|  | 3.° E            | Entre Ríos       | 4                |                 |                 |                 |             |             |  |         |         |       |       |  |
|  |                  |                  |                  |                 |                 |                 |             |             |  |         |         |       |       |  |

| Bandera de la Provincia de Tucumán |
| Tucumán Campeón Zona Estímulo      |